# Paraheliophanus jeanae
Paraheliophanus jeanae là một loài nhện trong họ Salticidae.
Loài này thuộc chi Paraheliophanus. Paraheliophanus jeanae được Clark & Pierre L miêu tả năm 1977. G. Benoit.